# Guyana i olympiska sommarspelen 1968
Guyana deltog med fem deltagare vid de olympiska sommarspelen 1968 i Mexico City. Ingen av landets deltagare erövrade någon medalj.